# 장기상
장기상(張基相, 일본식 이름: 張元基相, 1886년 1월 27일 ~ 몰년 미상)은 일제강점기와 대한민국의 법조인으로 경상북도 칠곡군 북삼면 출신이다.

## 생애
1912년 3월에 경성전수학교(1922년에 경성법학전문학교로 개편됨)를 졸업하고 1912년 6월부터 부산지방법원 진주지청 서기과 서기 겸 통역생으로 근무했다. 1914년 4월 7일에는 평양지방법원 안주지청 판사로 특별 임명되었고 1915년 11월 10일에 일본 정부로부터 다이쇼 대례 기념장을 받았다. 1917년 1월 26일에 대구지방법원 상주지청 판사로 임명되었으며 1919년 9월 7일에 부산지방법원 진주지청 판사로 임명되었다.
1923년 7월 1일에는 부산지방법원 마산지청 판사로 임명되었으나 1923년 10월 30일에 도자기 제조업자로 일하던 일본인 야스나가 오토조(安永 音藏)와 조선인 설덕명(薛德明) 간의 채무 문제에 관한 소송을 심리하던 도중에 재판 진행에 방해가 된다는 이유로 원고를 폭행하는 사건을 일으켰다. 이 사건으로 인해 1923년 11월 7일을 기해 3개월 동안 직무가 정지되었다. 1924년 3월 31일을 기해 직무 정지 조치가 해제되면서 해주지방법원 판사로 임명되었으며 1926년 6월에는 일본 정부로부터 훈6등 서보장을 받았다. 1927년 8월 13일에는 대구복심법원 판사로 임명되었고 1928년 11월 16일에는 일본 정부로부터 쇼와 대례 기념장을 받았다.
대구복심법원 판사 재직 시절에는 독립 운동에 관한 재판을 진행했다. 1928년 5월 1일에는 경상남도 평의회 회의장에서 조선인 교육 폐지, 조선어 통역 철폐를 주장한 김기정(金淇正) 경상남도평의원을 규탄하는 내용이 담긴 인쇄물을 배포하고 경상남도 통영군 통영읍에서 시민성토대회를 주최하여 《출판법》 위반, 명예훼손 혐의로 기소된 김원석(金元錫)·박봉삼(朴奉杉) 등에 대한 재판을 진행했다. 1928년 5월 3일에는 대구노동회관에서 무정부주의 비밀 결사인 진우연맹(眞友聯盟)을 결성하고 경상북도 대구부에서 관공서 폭파, 수뇌부 암살, 번화가 점포 파괴를 계획하여 《치안유지법》을 위반한 혐의로 체포된 방한상(方漢相)·신재모(申宰模) 등에 대한 재판을 진행했다.
1928년 5월 29일에는 전라북도 옥구군 서수면에서 옥구농민조합 서수지부 집행위원으로 활동하면서 농장 소작료 감액 요구, 소작료 납입 거부를 주장하는 광고문을 게재하여 협박, 명예훼손 혐의로 기소된 장태성(張台成), 군중들과 함께 서수면 주재소를 습격하고 기물을 파괴하는 소요 사태를 일으킨 혐의로 기소된 이성순(李聖順)·한기석(韓箕錫)·오승철(吳承喆)·김행규(金杏奎)·신문관(申文官)·정영운(鄭永云)·최봉엽(崔鳳燁)·최은엽(崔銀燁)에 대한 재판을 진행했다. 1928년 10월 11일에는 중국 하얼빈에서 열린 고려공산당 세포연합회에 참석하는 한편 조선에 잠입하여 고려혁명당의 군자금 모금, 첩보 활동을 벌여 《치안유지법》을 위반한 혐의로 기소된 김정환(金正桓)·김순철(金舜哲)에 대한 재판을 진행했다.
1928년 11월 1일에는 경상북도 영주청년동맹 사무소에서 상무집행위원회를 개최하고 국제무산청년의 날을 기념하는 불온 문서를 인쇄·배포하여 《보안법》, 《출판법》을 위반한 혐의로 기소된 박병성(朴柄成)에 대한 재판을 진행했다. 1928년 12월 13일에는 경상남도 통영군에서 열린 김기정 규탄 대회 관련자 석방을 요구하는 시민궐기대회를 개최한 혐의, 경상남도 통영군에 위치한 김기정의 저택·통영경찰서를 점거하고 소요 사태를 일으킨 혐의, 김기정 규탄 대회 관련자 석방을 요구하는 인쇄물을 제작한 혐의로 기소된 황덕윤(黃德允)·황봉석(黃奉石)·김동근(金同根) 등에 대한 재판을 진행했다.
1929년 3월 12일에는 경상북도 안동군에서 히로히토 천황 즉위식 봉축회 기부금 징수 과정에서 천황에 대한 불경 발언을 한 혐의로 기소된 유시걸(柳時杰)에 대한 재판을 진행했다. 1929년 5월 21일에는 경상남도 울산군 언양청년회관에서 진행된 강연을 통해 소년단원 단결을 통한 조선 독립 사상 선전, 일본인 상품 불매 운동을 선동한 혐의로 기소된 이동개(李同介)에 대한 재판을 진행했다. 1929년 6월 6일에는 경상북도 대구부에서 신간회, 근우회 대구지부 회원으로 활동하면서 비밀결사 ㄱ당 조직, 독립운동 자금 모금 등을 전개한 혐의로 기소된 정태봉(鄭太鳳)·문상직(文相直)·장태원(張泰遠) 등에 대한 재판을 진행했다.
1930년 2월 28일을 기해 대구복심법원 판사에서 퇴직했으며 1930년 3월 20일을 기해 종5위에 서위되었다. 1930년 3월 28일에는 경상북도 대구부에서 변호사로 개업했고 1943년 11월 25일에는 조선총독부로부터 《국방보안법》 및 《치안유지법》 지정 변호사로 임명되었다. 이러한 행적으로 인해 민족문제연구소의 친일인명사전에 수록되었다. 1948년 3월 25일에는 제헌국회의원선거위원회 경상북도위원회 후보위원으로 선임되었으며 1948년 12월 13일부터 1951년 1월 27일까지 대구고등법원장을 역임했다.

## 참고자료
- 민족문제연구소 (2009). 〈장기상〉. 《친일인명사전 3 (ㅇ ~ ㅎ)》. 서울. 313 ~ 314쪽.